# 羅盤座T
羅盤座T是位於羅盤座的一個聯星系統，距離地球大約4,783秒差距（15,600光年），由一顆與太陽相似的恆星和白矮星組成。由於白矮星強大的引力作用，它將伴星的物質牽引過來，導致表面發生周期性的熱核爆炸因而成為新星。
通常這個系統的視星等是15.5等，但是在1890年、1902年、1920年、1944年、和1966年發生爆炸時的最大視星等大約是7.0等。證據顯示儘管羅盤座T經歷了數次的新星爆發，但質量持續的在增加中，並且已經接近錢卓極限。當一顆白矮星達到這個質量限制時，它將塌陷成為Ia超新星。但是，在與科學美國人的Sion博士聯繫後，他說天文學上在新聞發布中所謂的“很快（soon）”，意味著“我們推導出羅盤座T的白矮星，還要上百万甚至上千萬年才會達到錢卓極限”，介時他已遠離太陽系，因此對太陽系的影響很小。
由於相對的距離較近，有些言論認為羅盤座T成為超新星時對地球會有很大的影響。接收到的伽馬射線將相當於太陽耀斑在所有波長輻射的1,000倍，並且會嚴重的破壞臭氧層；X射線也會抵達地球，並不會低於單一太陽耀斑的平均值。但是，Sion博士的計算受到Alex Fillipenko教授的挑戰，他說Sion博士對羅盤座T成為超新星時可能造成的損害計算是錯的。他使用更為致命的伽馬射線暴（GRB）在距離地球1,000秒差距的距離上來計算，而不是一顆超新星，但羅盤座T不會成為GRB。另一位專家的計算認為，"一顆超新星要再接近地球到原來十分之一的距離上才會造成前述的災害"。

### 2011年再度爆发
世界时2011年4月14.2931日，夏威夷的M. Linnolt观测到羅盤座T再度爆發，视星等由15.5等上升至13.0等。另外澳洲A. Plummer於4月14.3847日確認爆發，判別視星等為12.2等；澳洲S. Kerr於4月14.4410日確認爆發，判定視星等為11.3等；在短短2天之內，4月15.6271日澳洲A. Pearce報告的觀測結果已達8.3等。
由於希望取得連續亮度變化資料，美国变星观测者协会呼籲全球有興趣的觀測者參與相關觀測，並將觀測資料彙整至AAVSO。按照以往爆發記錄，天文學家預測羅盤T約在5月20日達最亮的6.4等，之後就會逐漸变暗，到8月中旬時約降到10等左右，之後的20天會再下降2個星等，一般約從爆發後的9個月後回復到原本的15.5等亮度。

#### 2011的觀測
邁克·林諾爾特(Mike Linnolt)在2011年4月14日發現它近45年來的首次爆發，當時它的光度已經上升至13等。根據美國變星觀測者協會的觀測者說，到4月27日，它在可見光和V波段星等達到了7.5等，並且在5月3日達到6.8等。

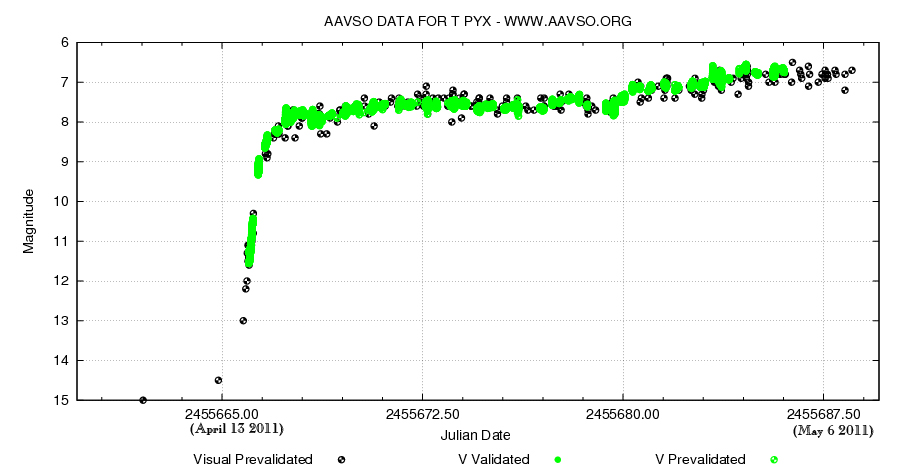
以美國變星觀測者協會從2011年4月13日到當年5月6日對再發新星羅盤座T進行光度觀測所繪出的光變曲線。

## X射線源
羅盤座T是一個超軟X-射線源。

## 外部連結
- AAVSO Variable Star Of The Month April, 2002: T Pyxidis （页面存档备份，存于）
- Variable star T PYXIDIS （页面存档备份，存于）
- Astronomers await a nova （页面存档备份，存于）
- Sion, Edward. A Supernova Could Nuke Us. （页面存档备份，存于） Big Think.